# Mărăști-lakótelep

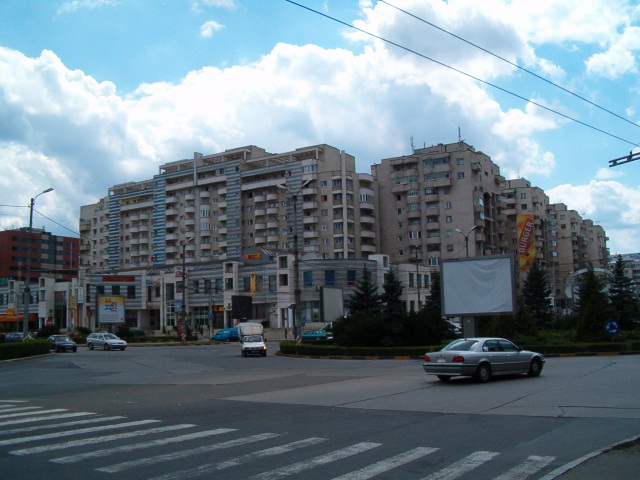
A Mărăști tér

A Mărăști-lakótelep Kolozsvár északkeleti részén található. Elnevezését az első világháború egyik, a román történelem szempontjából jelentős csatájának színhelyéről (Mărăști) kapta. Magyarul Hóstát vagy Hóstáti negyednek is szokták nevezni. Egyike a város nagy tömbháznegyedeinek.

## Fekvése

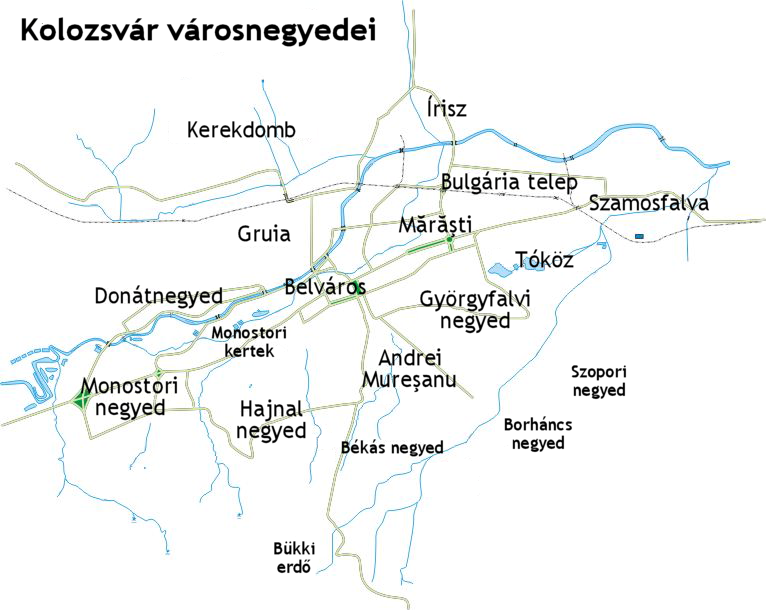
Kolozsvár városnegyedei

A lakótelepet északról a várost keresztülszelő vasútvonal határolja és választja el az Irisznegyed valamint a Bulgáriateleptől. Keletről Szamosfalva határolja, délkeleten a Tóköz negyed délnyugaton pedig a Györgyfalvinegyed. Nyugati vége a Bocskai- illetve Hunyadi tereken zárul, amelyek már a Belváros részét alkotják. 
A Mărăști-lakótelep központját a Mărăști tér képezi, amely egyike Kolozsvár legforgalmasabb tereinek, hiszen a Dés és Nagybánya felé irányuló forgalom érinti, ugyanakkor fontos városi útvonalak kereszteződése. A Mărăști tér és a Bocskai tér között húzódik a Magyar utca (ma B-dul 21 Decembrie 1989), míg a Mărăști tér és Hunyadi tér között a Honvéd utca (régebben Kül-Közép utca, románul Calea Dorobanților). Mindkét utca egyirányú: a központból kifelé a Honvéd utcán, míg befelé a Magyar utcán lehet eljutni. A Mărăști térről a Magyar utca folytatása Szamosfalva irányába az Aurel Vlaicu sugárút. A Bulgáriatelep, illetve az Írisznegyedi ipari negyed felé a Téglás utca (románul Fabricii) vezet. Az egykori közvágóhídtól indul és a Téglás utcába torkollik, a Magyar utcától északra, párhuzamosan futó Móricz Zsigmond utca (București). A Magyar utcára merőlegesen indul észak felé, keresztezve a Móricz Zsigmond utcát a Párizs utca (Paris), mely az írisznegyedi Május 1. térre visz ki.

## Története

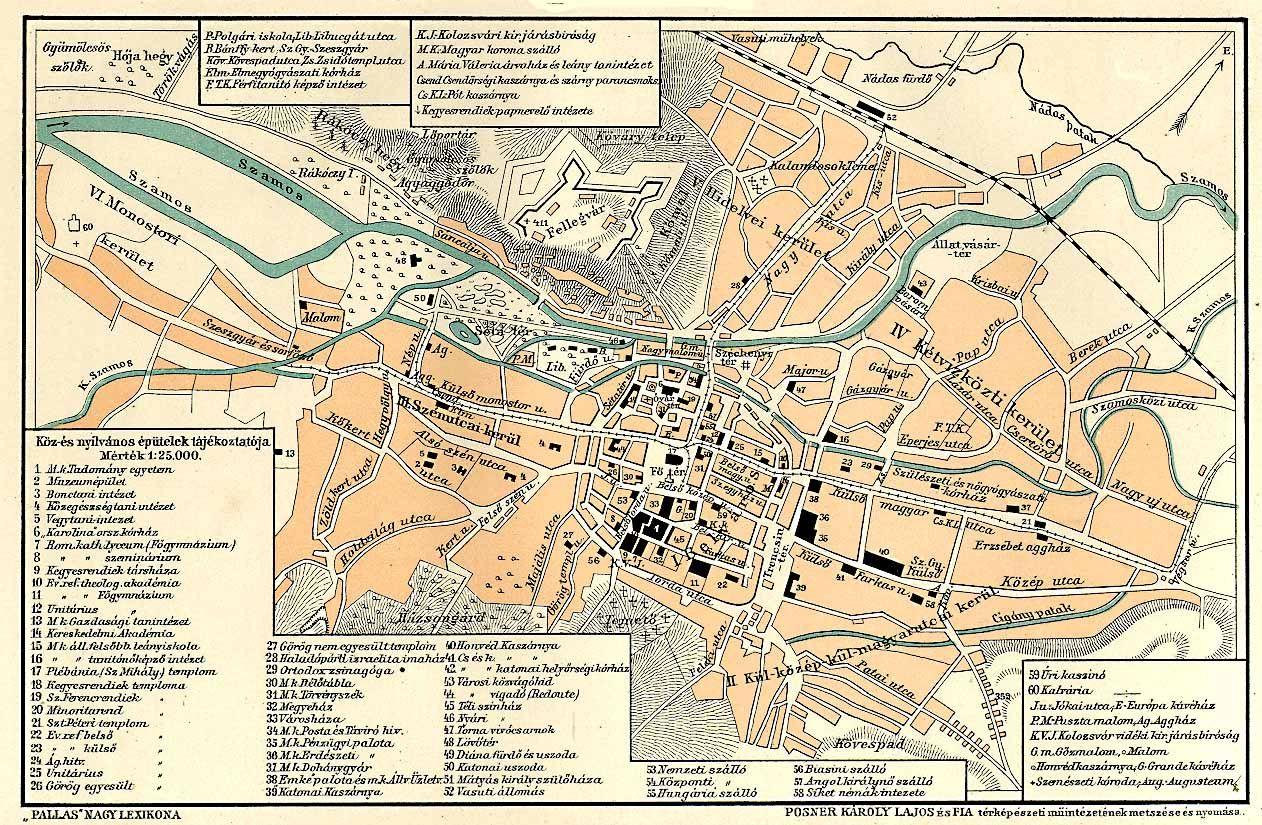
Kolozsvár térképe 1897-ből

A helytörténeti vizsgálatok kimutatták, hogy Kolozsváron, az Óvárból kivezető fontos utak mentén már korán mezőgazdálkodó-állattartó települések alakultak, így a várostól keletre, a Kül-Magyar utca mentén fekvő Szentpéter nevű falu is. Tisztázatlan azonban, hogy az összenövés a várossal Szentpéter felől haladt-e a város felé vagy fordítva. Egy 1370-ből származó oklevélből ismert, hogy Kolozsvár keleti határa egészen Szamosfalváig tartott, ami azt jelenti, hogy a város határai ekkor már túlléptek Szentpéteren. A 15. századi források már egységes külvárosról (Longa fertály) beszélnek a Külső-Magyar utca mentén, ami arra enged következtetni, hogy Kolozsvár és Szentpéter összeolvadása már korábban végbement.
A következő évszázadokban a szentpéteri templom környéke mezővárosi jellegű és színvonalú településrész volt, egyike a város hóstátjainak. A 17. századra Kolozsvár területe már túlnyúlt az egykori Szentpéteren.
1869-ben a mai Mărăști tér még városvégnek számított, s erre utal, hogy a Külső-Közép és Külső-Magyar utcák közti rövidke házsort (a tér nyugati oldalát) Végsor utcának nevezték. Ez a negyed központi tere, amely elnevezését az első világháború egyik, a román történelem szempontjából jelentős csatájának színhelyéről (Mărăști) kapta. A Külső-Magyar utcára merőleges, északi irányban húzódó Téglás utca (ma Fabricii), amely napjainkban a negyed egyik fő közlekedési útvonala, már az első világháborút megelőzően kialakult. A világháború után a románra fordított Cărămidarilor elnevezés maradt meg egészen 1941-ig, amikor a térjelleget kifejezendő, a Hősök tere elnevezést kapta, a második világháború után pedig a Mărăști névre változtatták ezt. Innen indul tovább az Apahida-Szamosújvár, illetve Mócs-Szászrégen fele vezető országút. A tértől jobbra, délre kanyarodik ki a Szopori út, mely korábban a közeli falvak megközelítését szolgálta, most az új Györgyfalvinegyedbe vezet.
A Mărăști-lakótelep, az azonos nevű tér körül alakult ki az 1970-es években, amikor a Nehézipari Kombinát munkásai számára építettek itt négy- és tízemeletes tömbházakat, ezáltal felszámolva az őslakos hóstátiak birtokait. Néhány átépítéstől megmentett utca mentén (Pacsirta utca, Cukorgyár utca, stb.) a mai napig láthatók egykori hóstáti házak. A lakótelep magába foglalja az egykori kétvízközi, Kül-Magyar utcai és Kül-Közép utcai kerületeket.

## Látnivalók

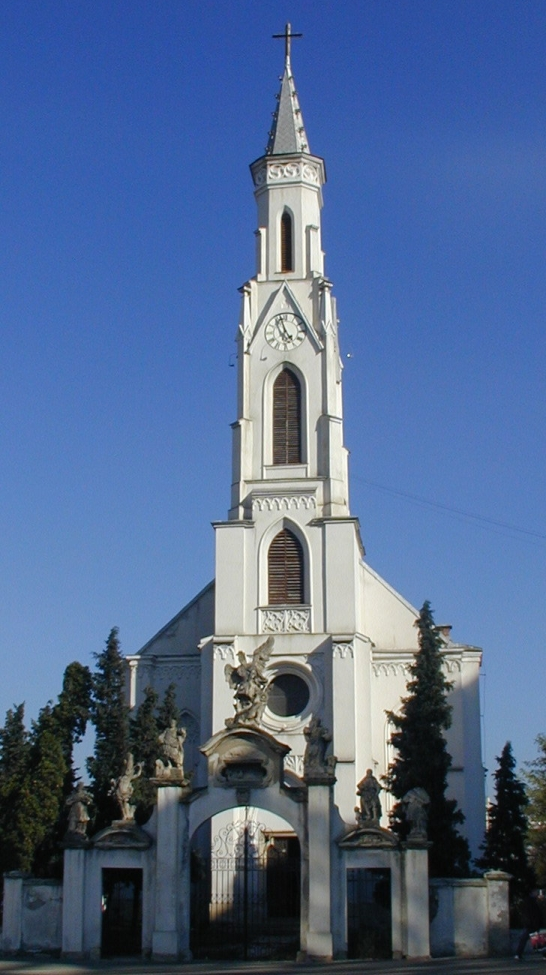
A szentpéteri templom

Tipikus tömbháznegyed, kevés látnivalóval:
- Szentpéteri templom
- Mária-oszlop
- Szent Erzsébet-aggmenház
- a Kül-Magyar utcában még látható néhány ízléses 19. század végén, 20. század elején épült ház.
- Fabrica de Pensule kulturális központ

## Tömegközlekedés
A lakónegyed tömegközlekedés szempontjából legforgalmasabb útvonala a Magyar utca - Aurel Vlaicu út. A 4-es, 6-os és 7-es trolibuszok, valamint a 30-as és 46B buszoknak a végállomása az Aurel Vlaicu út végénél található, az egykori Atlas nevű autószerviznél. A negyedet érintik még a 25-ös trolibusz, a 8-as, 24-es, 24B, 34-es, 36-os, 48-as, 50-es és 52 autóbuszjáratok.